# Генфенфельд
Генфенфельд (нім. Henfenfeld) — громада в Німеччині, розташована в землі Баварія. Підпорядковується адміністративному округу Середня Франконія. Входить до складу району Нюрнбергер-Ланд. Центр об'єднання громад Генфенфельд.
Площа — 6,64 км2. Населення становить 1835 ос. (станом на 31 грудня 2020).

## Галерея

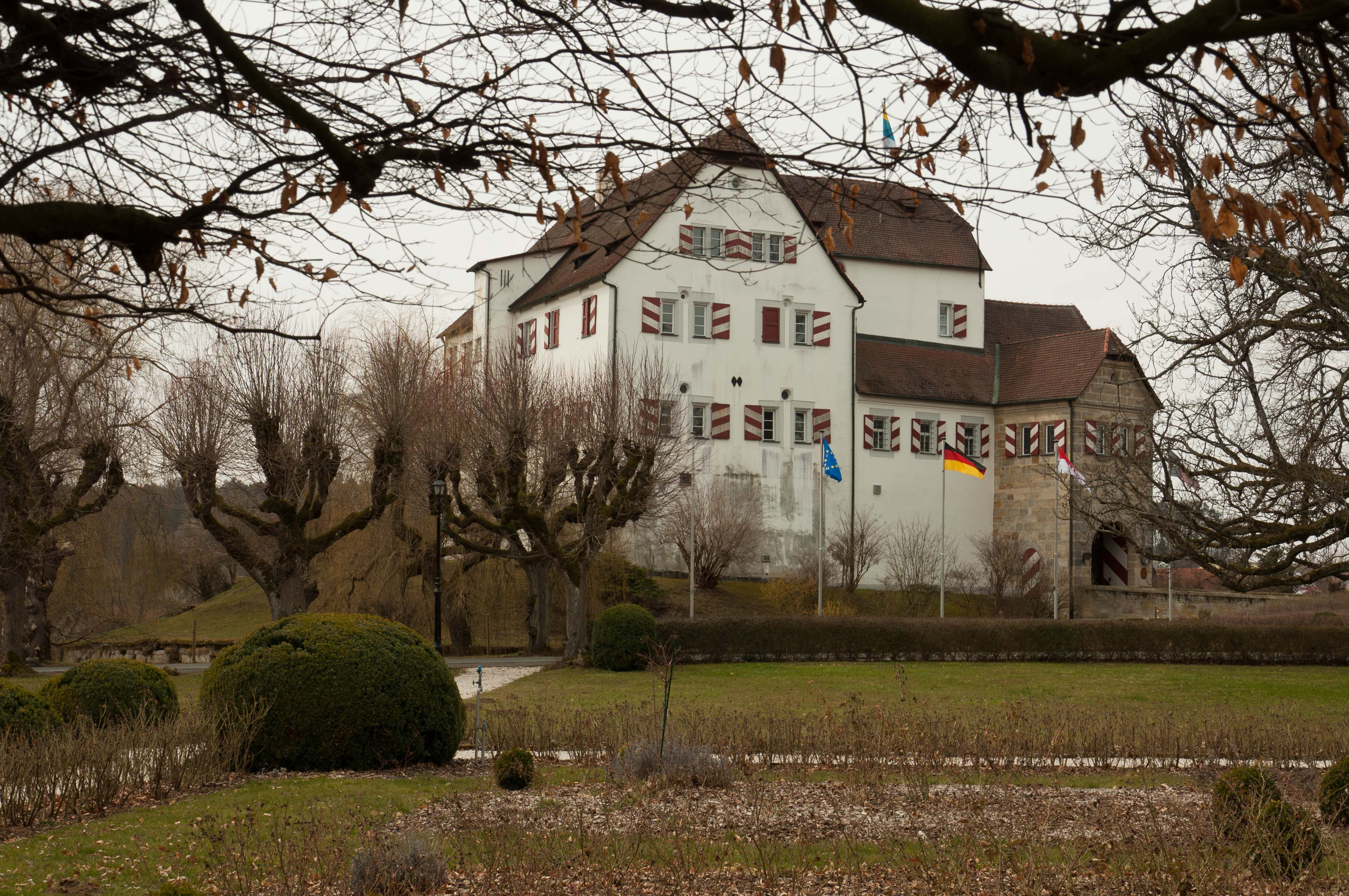
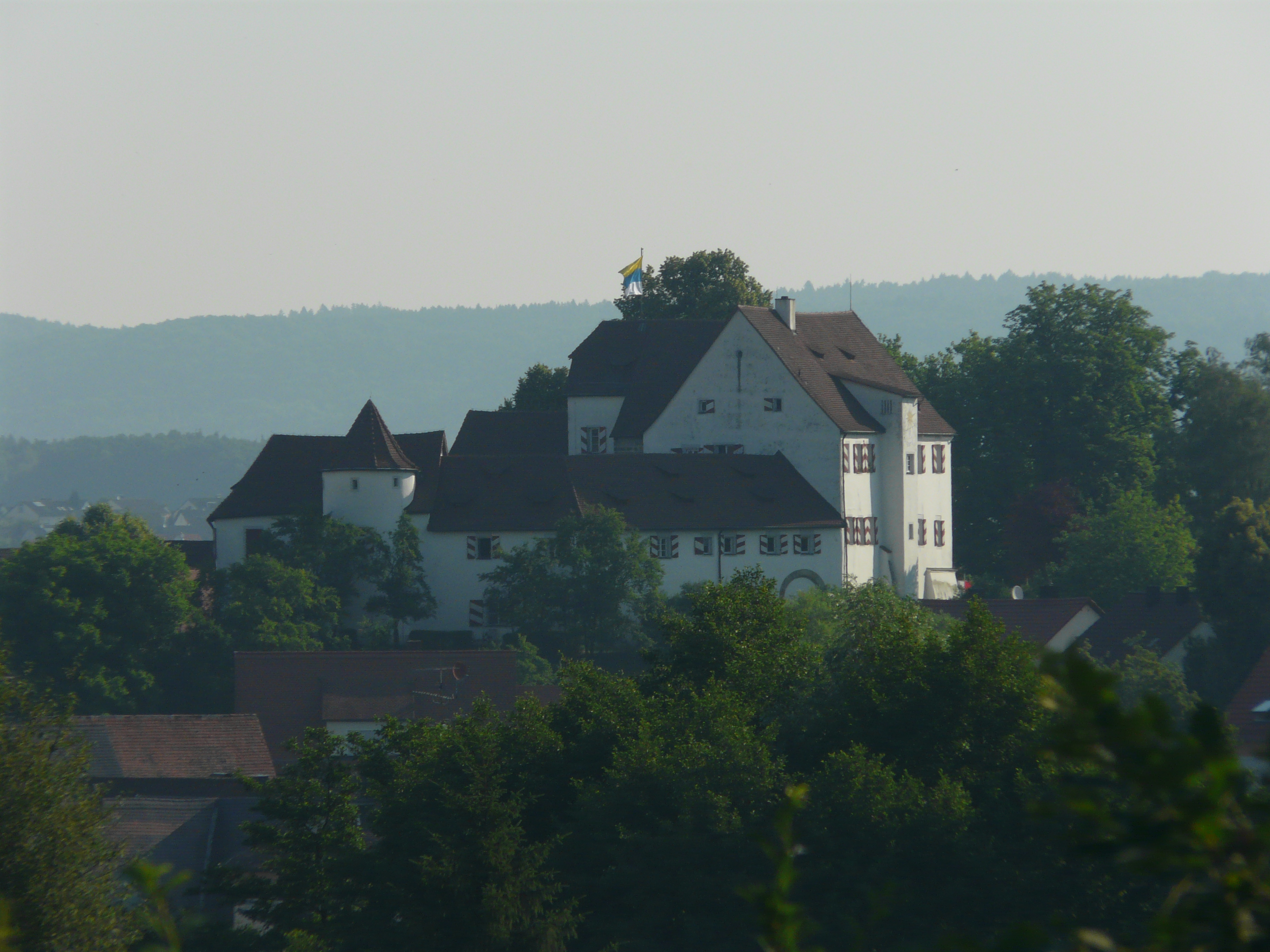